# Bučje (miasto Pakrac)
Bučje – wieś w Chorwacji, w żupanii pożedzko-slawońskiej, w mieście Pakrac. W 2011 roku liczyła 17 mieszkańców.